# Båtskären (Nyhamn)
Båtskären (Nyhamn) este o arie protejată (arie de protecție specială avifaunistică — SPA) din Finlanda întinsă pe o suprafață de 183,59 ha, integral pe uscat.

## Localizare
Centrul sitului Båtskären (Nyhamn) este situat la coordonatele 59°57′19″N 19°57′44″E / 59.955278°N 19.962222°E.

## Înființare
Situl Båtskären (Nyhamn) a fost declarat arie de protecție specială avifaunistică în noiembrie 2007 pentru a proteja 1 specie de animale.

## Biodiversitate
Situată în ecoregiunea boreală, aria protejată nu include niciun habitat protejat.
La baza desemnării sitului se află o specie protejată de  păsări: Polysticta stelleri.